# Filip Krajinović
Filip Krajinović (en serbio: Филип Крајиновић; Sombor, Voivodina; 27 de febrero de 1992) es un extenista profesional serbio.

## Carrera
En mayo de 2010 en Belgrado, se convirtió en el jugador más joven en la ATP en llegar a una semifinal en el ATP World Tour, con 18 años y 2 meses, alcanzando a derrotar en sus encuentros a Horacio Zeballos y a Novak Đoković, este último retirándose alegando una alergia, terminó el torneo siendo derrotado por Sam Querrey.

## Biografía
Hijo de Vera y Stjepan Krajinović. Comienza a jugar al Tenis a la edad de 5 años. A los 13 años se traslada a Bradenton en Florida, a la Bollettieri Tennis Academy para practicar tenis bajo la tutela de Nick Bollettieri, entrenando junto a su hermano Ivo y el tenista Mario Ančić.

## Logros en su carrera
2011 -- Se perdió los primeros cuatro meses por una lesión al hombro derecho. Fue operado el 14 de julio.

2012 -- En abril ganó su primer partido ATP World Tour en el Torneo de Barcelona, desde que fue operado. Venció a Íñigo Cervantes Huegun en la primera ronda, posteriormente cayó derrotado ante el español David Ferrer.

2014 -- El 17 de julio, se retiró en 1-3 en el primer set vs. el serbio Dušan Lajović en partido correspondiente a la tercera ronda del Torneo de Hamburgo.

## ATP World Tour Masters 1000

### Títulos (0)

#### Finalista (1)
| Año  | Torneo | Superficie | Ind/Outdoor | Oponente en la final | Resultado     |
| 2017 | París  | Dura       | Indoor      | Jack Sock            | 7-5, 4-6, 1-6 |

## Títulos ATP (0; 0+0)

### Individual (0)
| Leyenda                         |
| Grand Slam (0)                  |
| ATP World Tour Finals (0)       |
| Juegos Olímpicos (0)            |
| ATP World Tour Masters 1000 (0) |
| ATP World Tour 500 Series (0)   |
| ATP World Tour 250 Series (0)   |

#### Finalista (5)
| N.º | Fecha                  | Torneo       | Superficie    | Oponente en la final | Resultado     |
| 1.  | 5 de noviembre de 2017 | París        | Dura (i)      | Jack Sock            | 7-5, 4-6, 1-6 |
| 2.  | 28 de abril de 2019    | Budapest     | Tierra batida | Matteo Berrettini    | 6-4, 3-6, 1-6 |
| 3.  | 20 de octubre de 2019  | Estocolmo    | Dura (i)      | Denis Shapovalov     | 4-6, 4-6      |
| 4.  | 18 de julio de 2021    | Hamburgo     | Tierra batida | Pablo Carreño        | 2-6, 4-6      |
| 5.  | 19 de junio de 2022    | Queen's Club | Hierba        | Matteo Berrettini    | 5-7, 4-6      |

## Títulos Challenger; 11 (10 + 1)
| Leyenda               | Individuales | Dobles |
| --------------------- | ------------ | ------ |
| ATP Challenger Series | 10           | 1      |

### Individuales
| N.º | Fecha      | Torneo                     | Superficie | Oponente en la final | Resultado          |
| --- | ---------- | -------------------------- | ---------- | -------------------- | ------------------ |
| 1.  | 01.06.2014 | Challenger de Vicenza      | Tierra     | Norbert Gombos       | 6-4, 6-4           |
| 2.  | 03.08.2014 | Challenger de Cortina      | Tierra     | Federico Gaio        | 2-6, 7-65, 7-5     |
| 3.  | 06.07.2015 | Challenger de Braunschweig | Tierra     | Paul-Henri Mathieu   | 6-2, 6-4           |
| 4.  | 17.08.2015 | Challenger de Cordenons    | Tierra     | Adrian Ungur         | 5-7, 6-4, 4-1 ret. |
| 5.  | 15.05.2017 | Challenger de Heilbronn    | Tierra     | Norbert Gombos       | 6-3, 6-2           |
| 6.  | 03.07.2017 | Challenger de Marburgo     | Tierra     | Cedrik-Marcel Stebe  | 6-2, 6-3           |
| 7.  | 31.07.2017 | Challenger de Biella       | Tierra     | Salvatore Caruso     | 6-3, 6-2           |
| 8.  | 25.09.2017 | Challenger de Roma         | Tierra     | Daniel Gimeno Traver | 6-4, 6-3           |
| 9.  | 02.10.2017 | Challenger de Almaty       | Tierra     | Laslo Djere          | 6-0, 6-3           |
| 10. | 19.05.2019 | Challenger de Heilbronn    | Tierra     | Arthur De Greef      | 6-3, 6-1           |

### Dobles
| N.º | Fecha      | Torneos               | Superficie | Pareja         | Oponentes                           | Resultado |
| --- | ---------- | --------------------- | ---------- | -------------- | ----------------------------------- | --------- |
| .   | 06.04.2015 | Challenger de Nápoles | Tierra     | Ilija Bozoljac | Nikoloz Basilashvili Alexander Bury | 6-1, 6-2  |